# 824 Anastasia
För andra betydelser, se Anastasia (olika betydelser).
824 Anastasia eller A916 FF är en asteroid i huvudbältet, som upptäcktes den 25 mars 1916 av den ryske astronomen Grigorij Neujmin vid Simeizobservatoriet på Krim. En oberoende upptäckt gjordes av den tyske astronomen Max Wolf. Asteroiden namngavs senare efter Anastasia Semenoff.
Anastasia nästa periheliepassage sker den 19 oktober 2024.[Uppdatering behövs] Dess rotationstid har beräknats till 250 timmar